# Congrès juif américain
Ne doit pas être confondu avec American Jewish Committee.
Le Congrès juif américain (en anglais : American Jewish Congress, abrégé en AJC), est une association américaine de défense des intérêts juifs créée en décembre 1918.

## Histoire

### Création
Au cours de la Première Guerre mondiale, la population juive des États-Unis prend progressivement conscience que la défense de ses convictions et intérêts nécessite que certains porte sa voix dans les instances politiques du pays. La guerre creuse en effet un fossé entre les élites représentant traditionnellement la communauté, qui sont pour la plupart d’origine allemande et prennent le parti de l’Empire allemand, et les juifs des classes populaires, qui sont favorables à la démocratie et supportent l’Entente. Une première conférence a ainsi lieu en 1916 à Philadelphie, mais c’est dans la perspective des négociations du traité de Versailles que l’association voit le jour à la fin de l’année 1918, afin de pouvoir présenter la position des Juifs américains. La première réunion officielle a ensuite lieu en décembre, également à Philadelphie,.
L’association est dissoute à la fin des négociations en 1919, mais dès 1920, le rabbin Stephen Wise est chargé de la reconstituer de manière plus solide. L’association est ainsi refondée en 1922, avec cette fois pour objectif de protéger les intérêts des Juifs non seulement aux États-Unis, mais partout dans le monde, notamment en Palestine,.

### Lutte contre le nazisme
Au cours des années 1930, Stephen Wise, devenu président de l’association, mène activement campagne pour dénoncer le nazisme. L’AJC organise ainsi en janvier 1933 une manifestation de protestation au Madison Square Garden contre la nomination d’Adolf Hitler comme chancelier du Reich, puis joue à partir d’août 1933 un rôle important dans l’appel au boycott des produits allemands. Bien qu’ayant souvent des vues opposées à celles du département d’État et des autres organisations juives, elle les rejoint toutefois sur les restrictions concernant l’accueil des réfugiés juifs allemands. Elle craint en effet que pousser à accueillir davantage de réfugié ait pour conséquence une montée de l’antisémitisme.
L’AJC est également l’un des principaux participants à la création du Congrès juif mondial en 1936 et joue par la suite le rôle d’intermédiaire entre celui-ci et le gouvernement américain. Après la révélation par le télégramme Riegner de la mise en œuvre par les nazis d’une politique d’extermination des Juifs, l’ACJ met en place au mois d’août 1942 un comité d’urgence conjoint afin de coordonner avec les autres organisations juives des États-Unis les efforts de pression sur le gouvernement américain, afin d’inciter celui-ci à s’engager plus avant dans le sauvetage des Juifs d’Europe. S’ensuit en décembre la mise en place du commité de planification afin de rechercher du soutien dans le reste de la population. Cette initiative ne rencontre toutefois que peu de succès en dehors de l’organisation de manifestations.

### Après guerre
D’obédience sioniste, l’ACJ poursuit après la guerre son association avec l’Organisation sioniste d'Amérique pour la création d’un État juif en Palestine. De 1958 à 1966, Joachim Prinz est le président du Congrès juif américain. En 1957, Martin Kuther King prend une première fois contact avec l'AJC pour demander sa participation logistique à la conférence des dirigeants nègres du Sud (précurseur de la Conférence du leadership chrétien du Sud). L'AJC et le pasteur King travaillent ensuite de façon rapprochée dans le mouvement des droits civiques, l'AJC participant entre autres à l'organisation de la Marche sur Washington pour l'emploi et la liberté. En avril 1962, le Congrès juif américain dénonce l'antisémitisme subsistant dans les deux allemagnes et en URSS.

## Organisation
En 2022, l’ACJ compte environ 50 000 membres. Son siège se trouve à New York et elle dispose en parallèle d’un bureau à Jérusalem. Le programme et la composition du bureau sont revus tous les deux ans lors d’un congrès. L’association dispose en outre d’un conseil de gouvernance et d’un comité exécutif.

## Prises de position

### Contrôle des armes à feu
L’ACJ est traditionnellement partisan d’un contrôle plus strict des armes à feu aux États-Unis. Cette position représentative de l’opinion dominante des Juifs américains sur la question, bien qu’il existe quelques groupes minoritaires, comme l’association Jews for the Preservation of Firearms Ownership, considérant que l’usage des armes fait partie des valeurs juives traditionnelles. L’ACJ est notamment à l’origine d’une pétition exigeant du Congrès la mise en place d’une licence et d’un enregistrement obligatoires des armes au niveau fédéral. De manière générale, elle considère que le deuxième amendement de la Constitution des États-Unis n’autorise pas un individu à porter les armes pour sa propre protection, mais uniquement pour celle de l’État.

## Prix Stephen Wise
En 1947, un prix Stephen Wise Award est créé en l'honneur de celui-ci, un an après sa démission du congrès. Ce prix est remis régulièrement par le Congrès juif américain durant les décennies qui suivent. En particulier, en 2014, le congrès exige de Recep Tayyip Erdoğan la restitution de son prix offert dix ans plus tôt .